# Santuário do Bom Jesus de Matosinhos
O Santuário do Bom Jesus de Matosinhos é um conjunto arquitetônico e paisagístico formado por uma igreja, um adro e seis capelas anexas, localizado no município brasileiro de Congonhas, estado de Minas Gerais.
A igreja é um importante exemplar da arquitetura colonial brasileira, com uma rica decoração interna em talha dourada e pinturas. O adro é ornado com doze estátuas de profetas em pedra-sabão e as capelas contêm grupos escultóricos em madeira policromada que representam passos da Paixão de Cristo, estátuas criadas pelo Aleijadinho e seus assistentes. Outros artistas de gabarito participaram nas obras de construção e decoração, entre eles Francisco de Lima Cerqueira, João Nepomuceno Correia e Castro e Mestre Ataíde. O conjunto foi construído em várias etapas entre 1757 e 1875.
Sua implantação cenográfica e monumental, seguindo o modelo dos "sacro montes" europeus, não tem paralelos no Brasil à sua altura, e as capelas e o adro abrigam a parte mais relevante do legado escultórico do Aleijadinho. O Santuário é também o centro de uma das mais populares devoções do país, recebendo milhares de peregrinos todos os anos e recolhendo enorme coleção de ex-votos. Tornou-se um ícone do barroco brasileiro e do estado de Minas Gerais, e uma grande atração turística. Devido à sua superior importância histórica, social e artística, o conjunto foi tombado em 1939 como patrimônio histórico nacional pelo SPHAN, atual Instituto do Patrimônio Histórico e Artístico Nacional (IPHAN), e foi declarado Patrimônio da Humanidade pela UNESCO em 1985. Em 26 de julho de 1957 o papa Pio XII elevou a igreja à dignidade de basílica menor.

## A devoção ao Bom Jesus de Matosinhos

Planta do santuário

Esta devoção tem origens antiquíssimas. Segundo uma lenda, ela nasceu quando uma imagem de Jesus crucificado arribou às praias de Matosinhos, em Portugal, no ano de 124. Veio a se acreditar que esta imagem teria sido esculpida por Nicodemos, que segundo a narrativa bíblica assistira à crucificação de Jesus, e a lançara ao mar para evitar a perseguição religiosa. A dita imagem foi abrigada no mosteiro local, criando-se em seu redor forte devoção, considerada milagrosa. Em 1559 decidiu-se construir uma igreja especial para a imagem, a que hoje ainda existe em Matosinhos. A devoção se tornou a mais importante do norte de Portugal, sendo introduzida no Brasil pelos colonizadores e ganhando rápida difusão, tanto que 23 cidades brasileiras foram fundadas sob a invocação do Bom Jesus. No período colonial, segundo Marcia Toscan, a mais popular peregrinação do Brasil era dirigida à Igreja de Congonhas, ocorrendo com grandes festejos.

## A igreja
A história do Santuário inicia com o minerador português Feliciano Mendes. Diz o Esboço histórico sobre o Santuário de Senhor Bom Jesus de Mattosinhos de Congonhas do Campo, escrito em 1895 e preservado nos arquivos da Arquidiocese de Mariana:
"Corria o anno de 1756. Achava se occupado no trabalho da mineração o português Feliciano Mendes. Nesse penoso trabalho, tendo contraído molestias graves, que o impediram de continuar nelle, resolveo voltar para Portugal a ver se obtinha melhoras para entrar em alguma ordem religiosa, onde pudesse entregar-se todo ao cuidado da salvação de sua alma. Estando firme neste propósito e achando se neste arraial de Congonhas do Campo da antiga comarca do Rio das Mortes, e hoje da comarca de […], lembrou-se ou Deus o inspirou, de levantar uma crus no alto do Morro Maranhão, na beira da estrada do Redondo, e pôs também ali uma Imagem do Senhor para que os passageiros a venerassem e se lembrassem das almas do purgatório e rezassem ou cantassem o terço de Nossa Senhora, tendo elle também em missa ter alguma parte nas orações que alguma alma mais devota do que a sua ali rezasse, com este intuitos collocou uma crus com a Imagem do Senhor no referido logar, que me parece ser aqui onde se acha construída a capella do Senhor Bom Jesus".

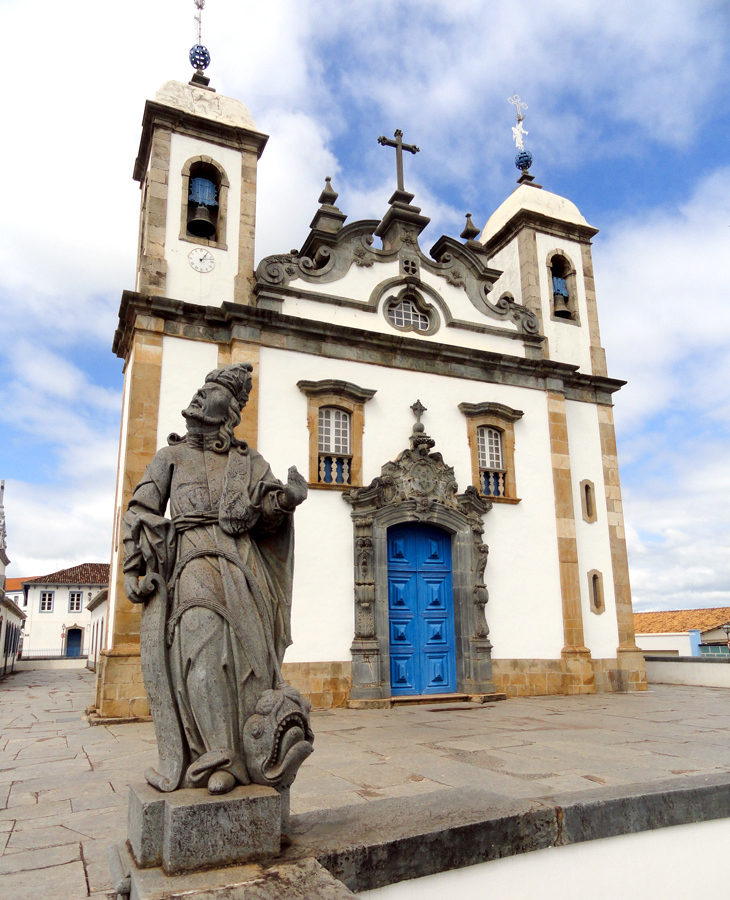
Fachada da igreja

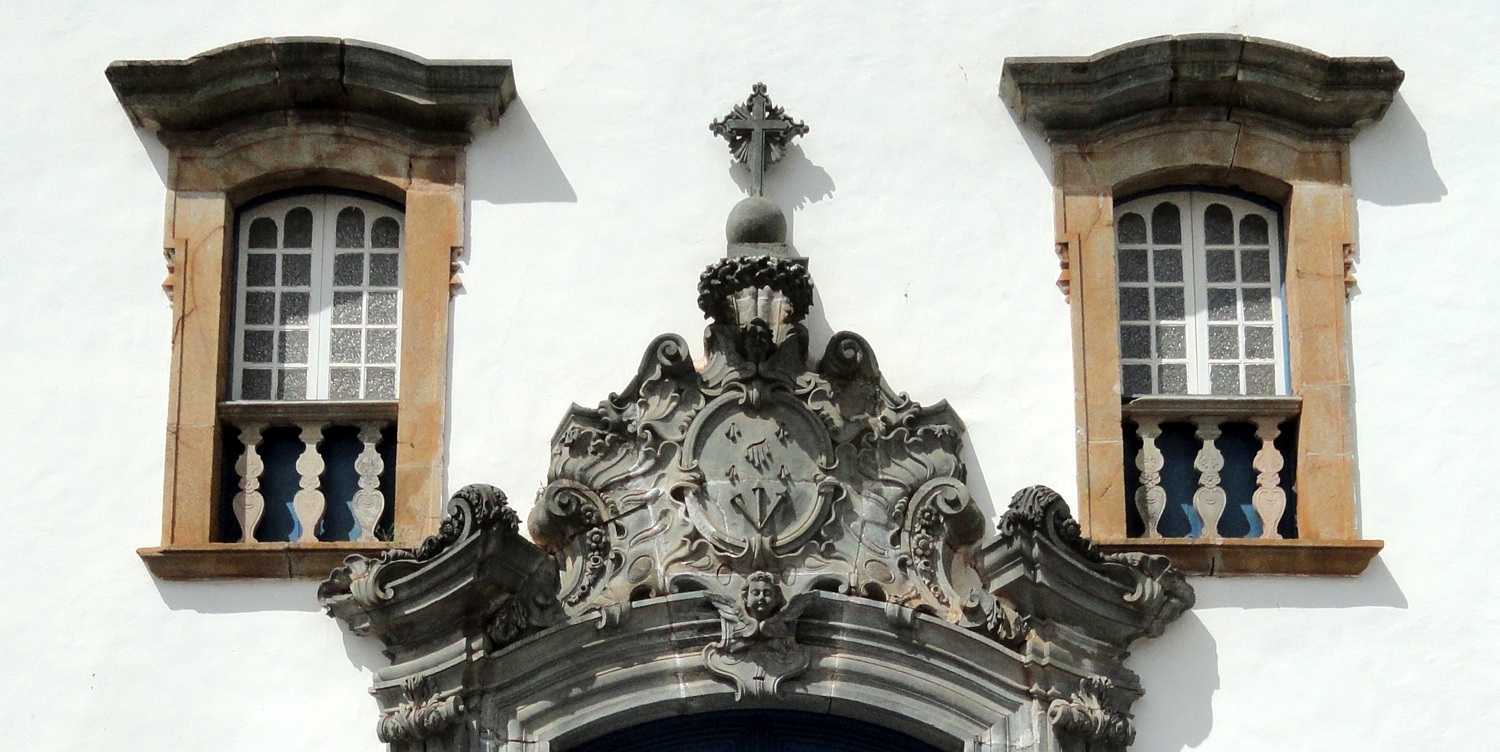
Detalhe do frontispício da portada

Feliciano levantou a dita cruz em 8 de abril de 1757, fundando um pequeno oratório no alto do morro, onde passou a viver como ermitão, e doou toda a sua fortuna em ouro para a construção de uma igreja, financiada também por esmolas que coletou do povo. A construção foi aprovada no mesmo ano pelo bispo de Mariana e pelo rei de Portugal. O projeto tem autoria desconhecida. Disse Luiza de Castro Juste que o próprio Feliciano pode ter orientado o traçado, pois consta no termo de sua admissão à Ordem Terceira de São Francisco de Vila Rica que era "oficial de pedreiro". As obras iniciaram ainda em 1757 pela capela-mor, com a participação dos mestres-pedreiros Domingos Antônio Dantas e Antônio Rodrigues Falcado. Em três anos o edifício já tinha condições de receber o culto, mas muito ainda faltava completar. Pouco se sabe sobre o desenvolvimento das obras, pois a documentação correspondente foi em grande parte perdida.
O fundador morreu em 1765, e os trabalhos tiveram continuidade com a supervisão dos ermitãos seus sucessores, primeiro Gonçalves de Vasconcelos, e depois Inácio Gonçalves Pereira. Uma imagem do Bom Jesus foi encomendada em Portugal para ser entronizada no altar-mor, aumentando o prestígio do culto. De 1765 a 1776 Dantas acrescentou as torres e reforçou a estrutura da nave. O insigne arquiteto e construtor Francisco de Lima Cerqueira esteve na cidade entre 1769 e 1773, mas não se sabe exatamente o que fez. Segundo o IPHAN, teria participado da elevação da capela-mor junto com Tomás da Maia e Brito, colaborado na finalização das torres e deve ter erguido o frontão.
Em 1773 a estrutura estava essencialmente completa. Enquanto isso, continuava a decoração do interior. João Gonçalves Rosa foi incumbido das obras de carpintaria entre 1769 e 1790, criando também o oratório da sacristia, quatro tocheiros, uma estante de jacarandá, o trono do Jesus crucificado e o altar da Casa dos Milagres, onde se guardam os ex-votos. A decoração externa foi finalizada em 1794 por Vicente Freire de Andrada.
A planta da igreja segue o modelo barroco colonial, com uma nave única, um coro sobre a entrada e uma capela-mor separada da nave por um arco monumental. Corredores em torno da capela-mor levam a uma sacristia nos fundos. A fachada também é típica do período, com um bloco central para o corpo da igreja, de entrada única adornada com uma moldura de pedra lavrada, formando um elaborado frontispício, cujo desenho foi atribuído por Germain Bazin ao Aleijadinho. Rocalhas e cabeças de querubins rodeiam um medalhão onde foram inscritos os símbolos da Paixão de Cristo. No nível superior se abrem dois janelões com balaustrada e verga em arco abatido. Este bloco é coroado por um frontão ornamental de arcos quebrados e volutas, com um óculo periforme ao centro, sobre o qual se eleva uma cruz ladeada de pináculos. Ladeiam o bloco central duas torres sineiras de partido quadrado, com duas seteiras no nível inferior e arcos vazados para os sinos no superior, elementos arrematados por coruchéus em forma de sino, sobre os quais foram instaladas cruzes sustentadas por esferas armilares.

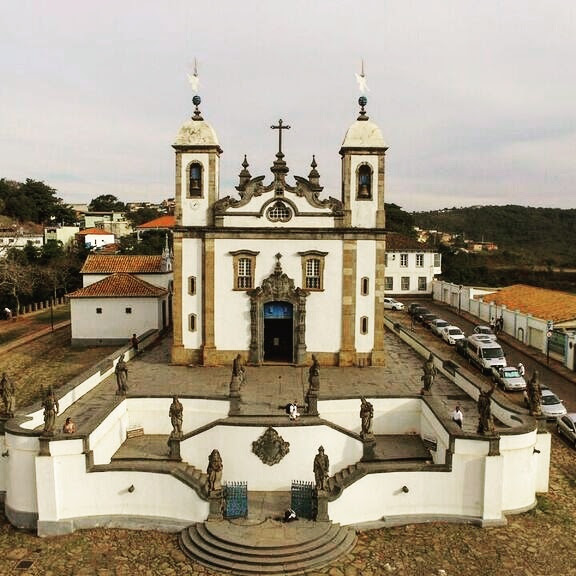
Vista aérea do adro

A novidade do conjunto é o seu grande adro com escadaria de linhas curvas, iniciado em 1777 e concluído em 1790, e decorado mais tarde com as celebradas estátuas dos profetas criadas pelo Aleijadinho, formando uma estrutura sem paralelos na tradição arquitetônica colonial do Brasil, mas que tem precedentes portugueses como o Santuário do Bom Jesus do Monte, em Braga, e o Santuário de Nossa Senhora dos Remédios, em Lamego. Durante muito tempo se pensou que a estrutura do adro fora projetada pelo Aleijadinho, mas análises recentes da documentação que sobreviveu tendem a descartar essa opinião. Hoje atribui-se a provável autoria do projeto ao seu próprio executante, Tomás de Maia e Brito. O mestre canteiro Antônio Gomes também deu breve colaboração na construção. Para John Bury,
"Esse pátio monumental, com seus largos parapeitos e elaborada escadaria, se apresenta como um trabalho cheio de dignidade e boas proporções. O efeito básico é simples, mas por trás dessa aparente simplicidade há uma complexa harmonia no contraste das linhas côncavas e convexas, que dão variedade e movimento ao conjunto, impedindo que caia na monotonia e no peso excessivo. Assim, a arquitetura do adro constitui, por si só, uma realização de qualidade, mas quando considerada juntamente com as estátuas dos profetas, cumprindo sua função, temos um desses magníficos e dramáticos conjuntos arquitetônicos de elementos independentes em que se sobressaem os artistas do estilo".
"Nesse conjunto, as figuras dos profetas assumem um valor arquitetônico paralelamente ao escultórico, e o efeito global atingido é autenticamente Barroco. Pode-se comparar as estátuas de Congonhas às onze que se encontram no topo da fachada da Igreja de São João de Latrão, em Roma, de meados do século XVIII, pois em ambos os grupos as figuras gesticulantes desempenham uma função de equilíbrio na composição arquitetônica. Em Congonhas, porém, as figuras foram trazidas para a frente e para baixo até o nível do parapeito do adro, relacionando-se com a portada da igreja no plano horizontal, e não no vertical, como acontece na Igreja de São João de Latrão. Desse ponto de vista, também pode ser reconhecida no conjunto de Congonhas a culminância das experiências do Aleijadinho no desenho tridimensional e decoração de fachadas".

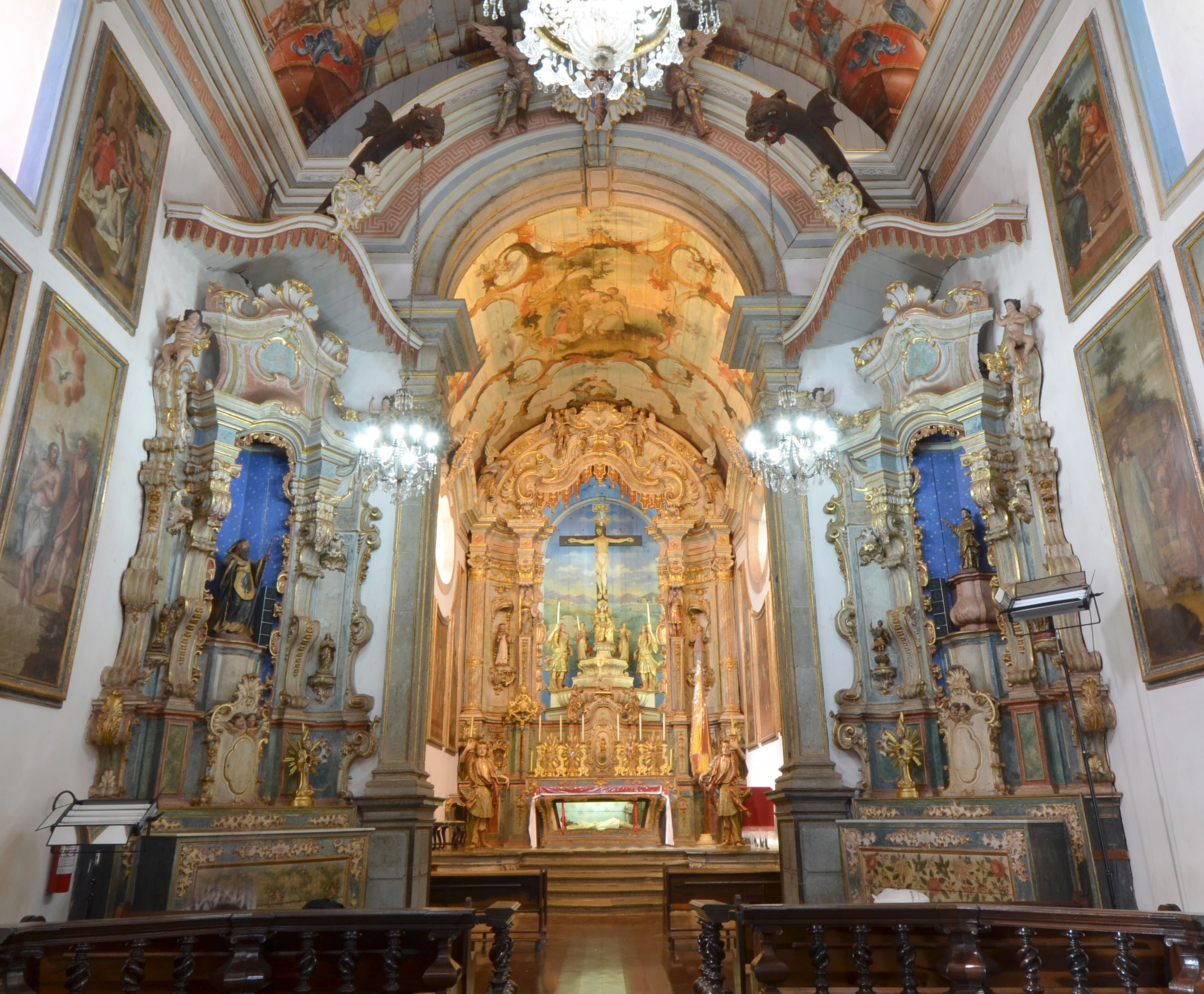
Vista dos altares do cruzeiro e capela-mor

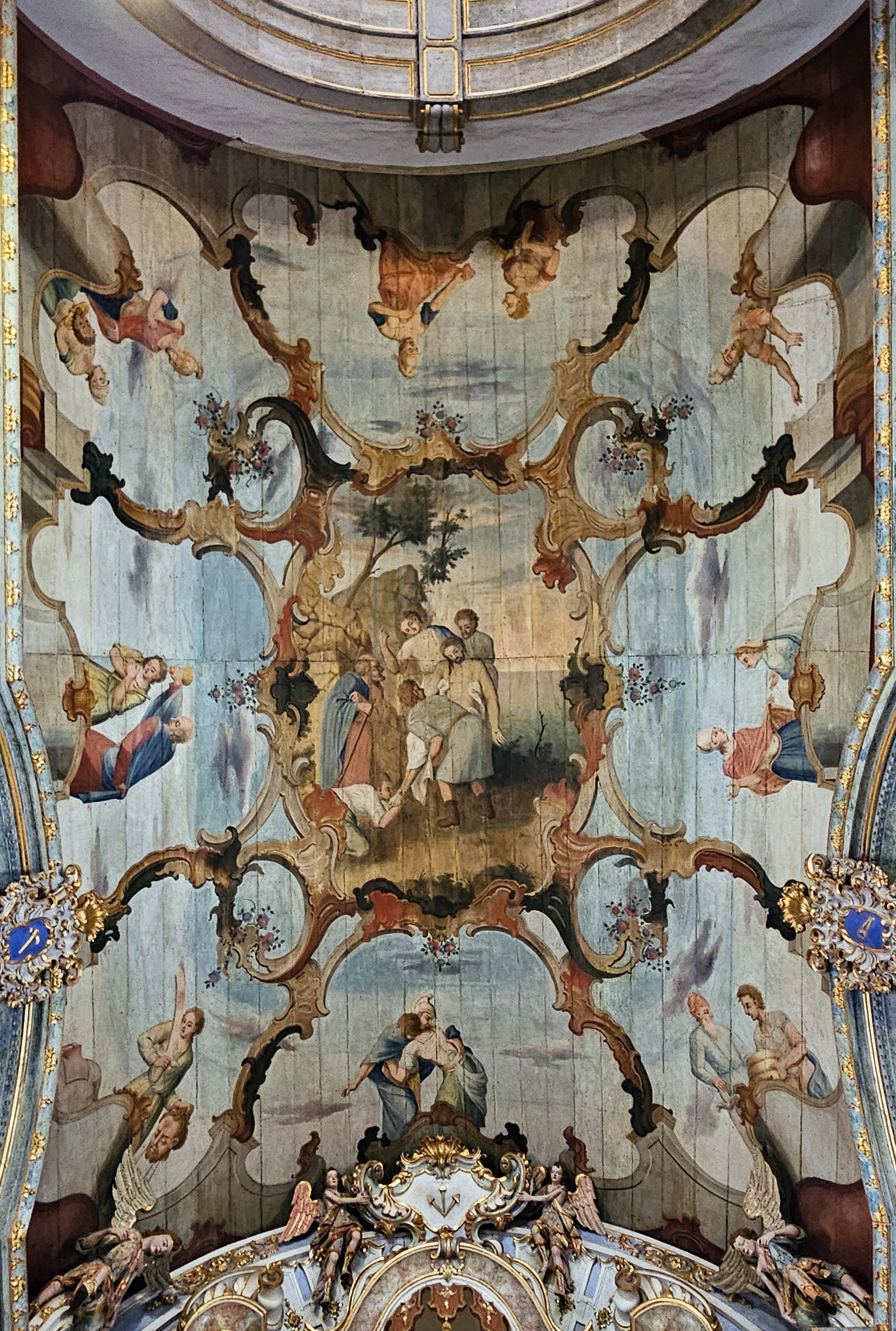
Pintura no forro da capela-mor

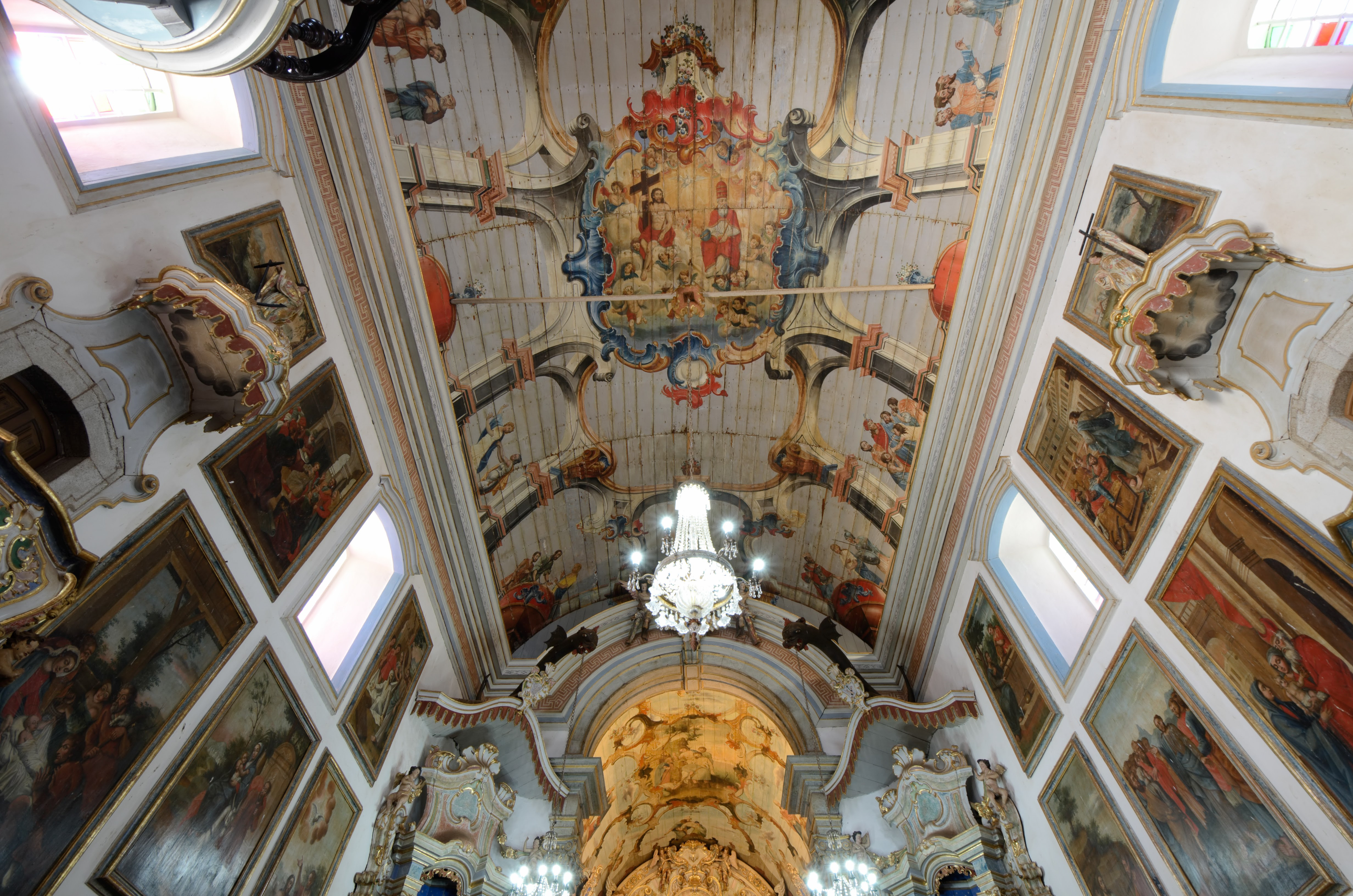
Pinturas do forro e paredes da nave

Seu interior tem rica decoração em estilo Rococó, composta de talha dourada nos altares, estatuária e pinturas nos forros e paredes. Os altares do arco do cruzeiro foram iniciados entre 1765 e 1769 por Jerônimo Felix Teixeira, e terminados em 1772 por Manuel Rodrigues Coelho, sendo dourados e pintados por João Carvalhais (altar de Santo Antônio) e Bernardo Pires da Silva (altar de São Francisco de Paula). O altar da capela-mor é produto de João Antunes de Carvalho, executado entre 1769 e 1775. Francisco Vieira Servas criou em 1778 os dois grandes anjos tocheiros que ornamentam a capela-mor, e os quatro relicários são obra da oficina do Aleijadinho, pintados pelo Mestre Ataíde.
A pintura do teto da capela-mor foi realizada entre 1773 e 1774 por Bernardo Pires da Silva, mostrando o sepultamento de Jesus. A composição principal no medalhão de centro é cercada de rocalhas e figuras alegóricas assentadas sobre uma balconada que imita ilusionisticamente arquitetura real. A abordagem da composição segue o modelo do "quadro recolocado", típico da tradição portuguesa de pintura de tetos, onde, ao contrário da corrente italiana, conduzida principalmente por Andrea Pozzo, que dominou grande parte da Europa no século XVIII, a cena central não é escorçada. Na apreciação de Marco Aurélio Careta,
"Essa representação do Sepultamento de Jesus poderia muito bem ser uma das pinturas parietais, um dos painéis que decoram a mesma capela-mor na qual ela se encontra. Em nada essa observação […] diminui o valor da obra de Bernardo Pires. Sua composição é de uma riqueza decorativa muito grande, inclusive de uma leveza e singelez, que se consagrou como sendo característica do espírito do Rococó religioso mineiro".
Destacam-se na nave, entre os elementos decorativos, dois grandes dragões que sustentam lampadários, e animais fantásticos entalhados na base dos púlpitos. O painéis no interior da igreja, que narram a história da Redenção do homem desde o pecado original até a glorificação de Jesus no céu ao lado de Deus Pai (cena no teto da nave), foram pintados por João Nepomuceno Correia e Castro. Careta também deixou observações sobre a composição do teto:
"Não só pela contiguidade espacial à obra de Bernardo Pires da Silva, a pintura na nave do Santuário de Congonhas do Campo, realizada entre 1777 e 1787 por João Nepomuceno Correia e Castro, dela é próxima, mas sim porque este pintor também produziu uma obra de tônica decorativa, apesar das significativas diferenças nos elementos que ela por sua vez apresenta. […]
"Ela possui mais espessura, profundidade e aparenta até não respeitar, em alguns momentos, exatamente a curvatura de seu suporte. Ao longo do extenso forro da nave, pilares robustos parecem sustentar arcadas de tectônica fantástica que recebem a função de suportar ou emoldurar o quadro central. […] Nele se vê uma representação da Santíssima Trindade, a qual também pode servir como fiel exemplo de um 'quadro de altar posto no teto'. […] É somente sem a expectativa de ver nela uma pintura em perspectiva ilusionista, como a de Pozzo, e portanto mais aberto a ela, que se pode contemplar suas indiscutíveis qualidades. […]
"Há, contudo, enorme beleza nessas superfícies que receberam, segundo Negro (1958), os concheados pelas mãos de Ataíde. Esses acréscimos e outros feitos pelo referido pintor entre os anos de 1818 e 1819, conferiram características Rococó a uma obra que poderia ter estilo um pouco desse distinto, e adequaram-na ao 'estilo moderno', como na época se dizia, mas seguramente sem roubar-lhe alguma característica espacial essencial".

## As capelas dos Passos da Paixão

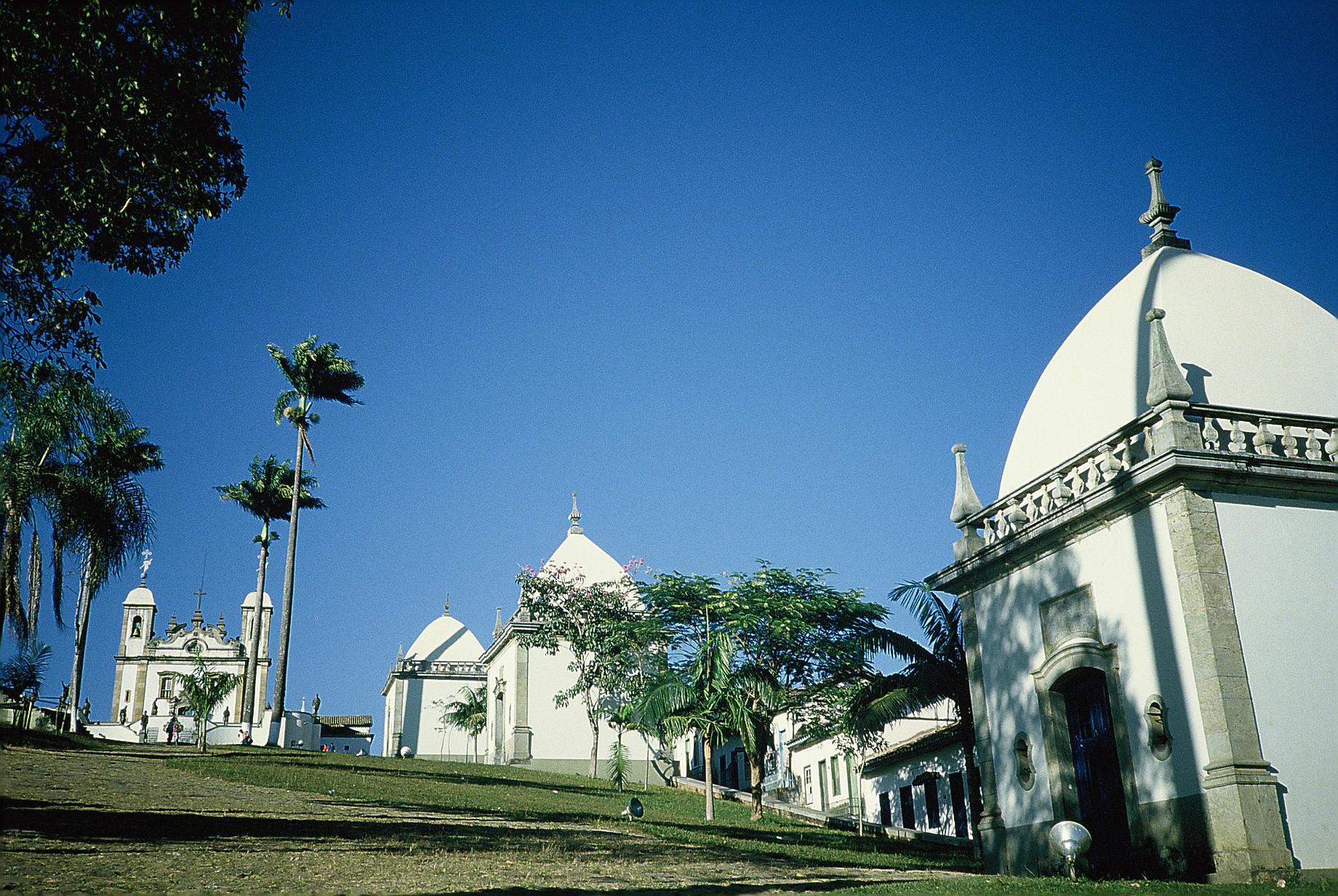
A ladeira que dá acesso à igreja, com as capelas nas laterais do caminho

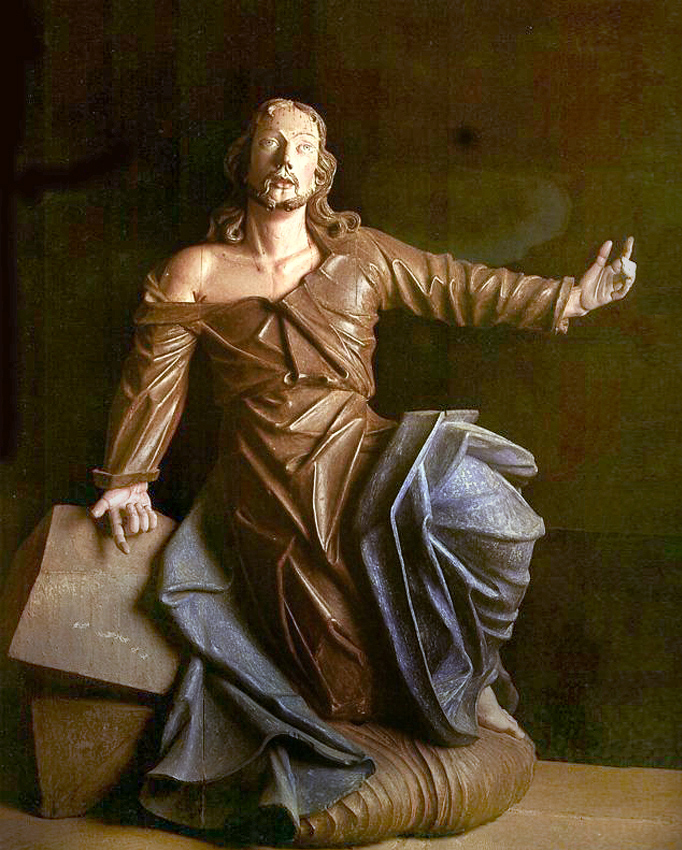
Jesus em agonia no Horto das Oliveiras

As capelas onde foram instaladas cenas da Paixão de Cristo só foram construídas bem depois de terminada a igreja, seguindo um projeto de Vicente Freire de Andrada. A partir de 1796 é registrada a atividade de Aleijadinho e sua oficina na elaboração das 66 estátuas que compõem o conjunto, divididas em seis capelas, que apresentam sete dos Passos da Paixão.
O trabalho de Aleijadinho e seus assistentes se prolongou por três anos e cinco meses. Em 1798 foram contratados os pintores
Francisco Xavier Carneiro e Mestre Ataíde para encarnar e estofar as imagens, ou seja, pintá-las. A pintura só foi realizada à medida que as capelas foram sendo concluídas — 1808 para as peças da Santa Ceia, 1818 para as do Horto e da Prisão. As obras então foram paralisadas, sendo reencetadas em 1864, terminado-se a última em 1875. Presume-se que a policromia dos seus grupos de imagens date desta época, tendo um acabamento inferior ao dado por Ataíde e Carneiro. As pinturas parietais das capelas também são atribuídas ao Ataíde, mostrando cenários arquitetônicos ou paisagísticos.
A implantação cenográfica da igreja no topo de uma colina propiciou que se projetasse o complexo à semelhança do modelo do sacro monte, uma tipologia arquitetônica ou urbanística que busca reproduzir o caminho de Jesus em seus últimos dias, desde a Santa Ceia até sua morte na cruz. Esta tipologia se desenvolveu a partir da conquista de Constantinopla pelos mouros em 1453, que dificultaram o acesso dos cristãos à Terra Santa. Buscava-se, desta forma, evocar na Europa o que já não podia ser visto diretamente em seu local original. Nesses montes, estátuas em tamanho natural facilitavam a imitação da realidade e a identificação dos devotos com os eventos descritos.
O sacro monte conheceu grande impulso durante o período Barroco, em que se enfatizavam os aspectos da fé através de cenografias impactantes, dramáticas e luxuosas, destinadas a seduzir e arrebatar os devotos e levá-los por esses meios físicos à contemplação das glórias espirituais, tendo um propósito eminentemente didático e doutrinal.
No Santuário de Congonhas o caminho de Jesus até o Calvário desenrola-se em ziguezague, subindo por uma ladeira na qual organizavam-se procissões de penitência para expiar as culpas da sociedade opulenta do final do século XVIII neste importante centro minerador do Novo Mundo. Como disse Massara, esse ziguezague foi concebido principalmente "para tornar mais dolorosa a subida. O peregrino tinha que sentir no seu próprio corpo as dificuldades que o próprio Cristo encontrou quando percorreu os passos de sua Paixão". À medida que o devoto se desloca entre as capelas subindo o sacro monte, observa a face de Jesus estampar-se com crescente dor.

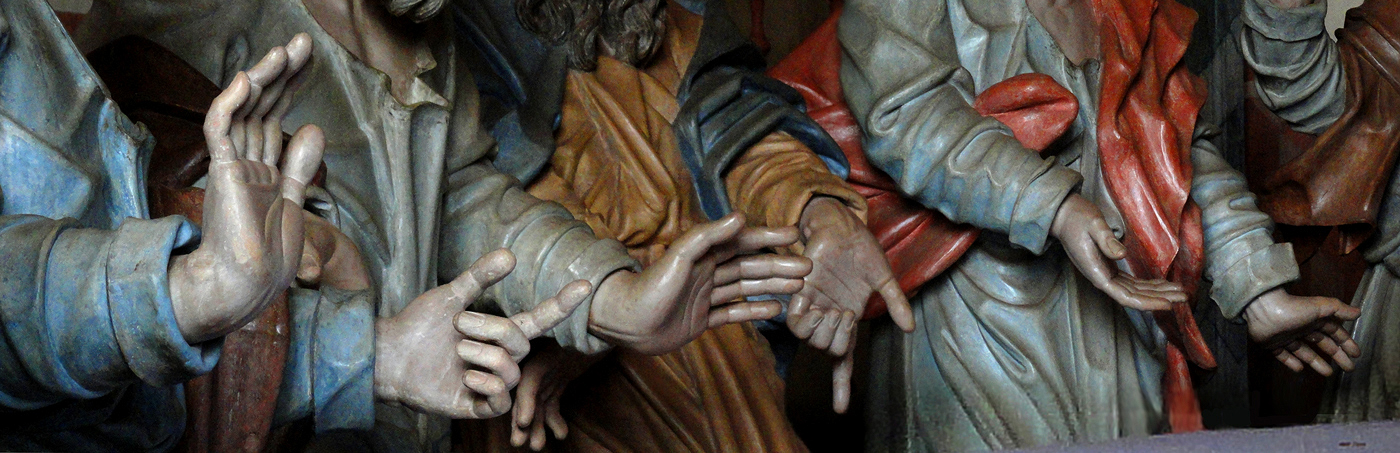
Detalhe das mãos dos apóstolos na cena da Santa Ceia, salientando o ritmo visual criado pelas formas plásticas

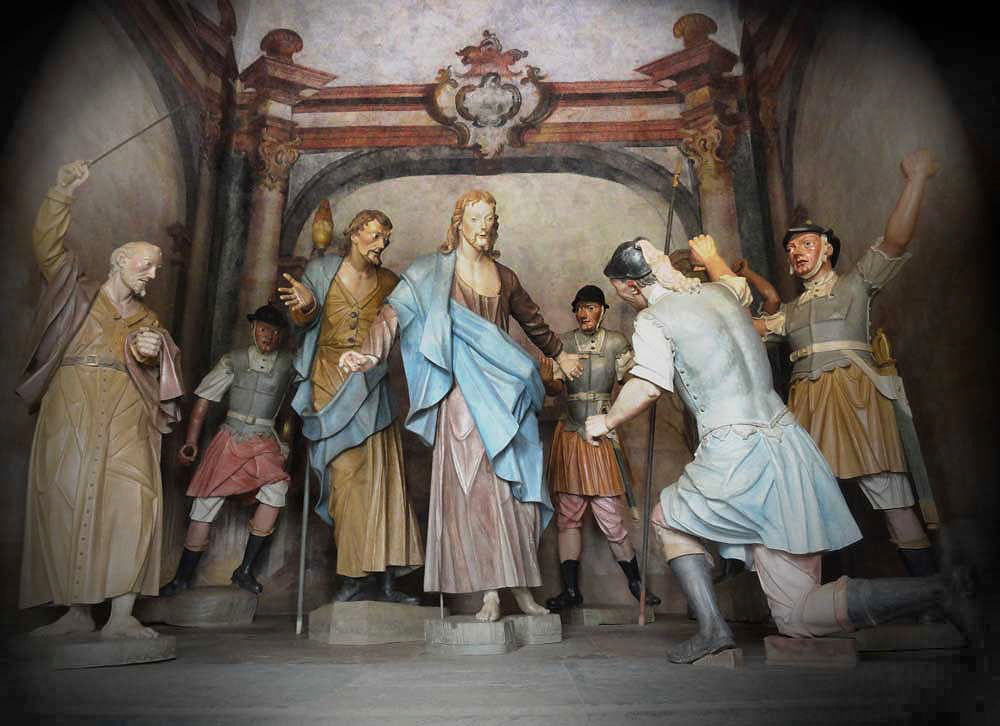
Cena da prisão de Jesus

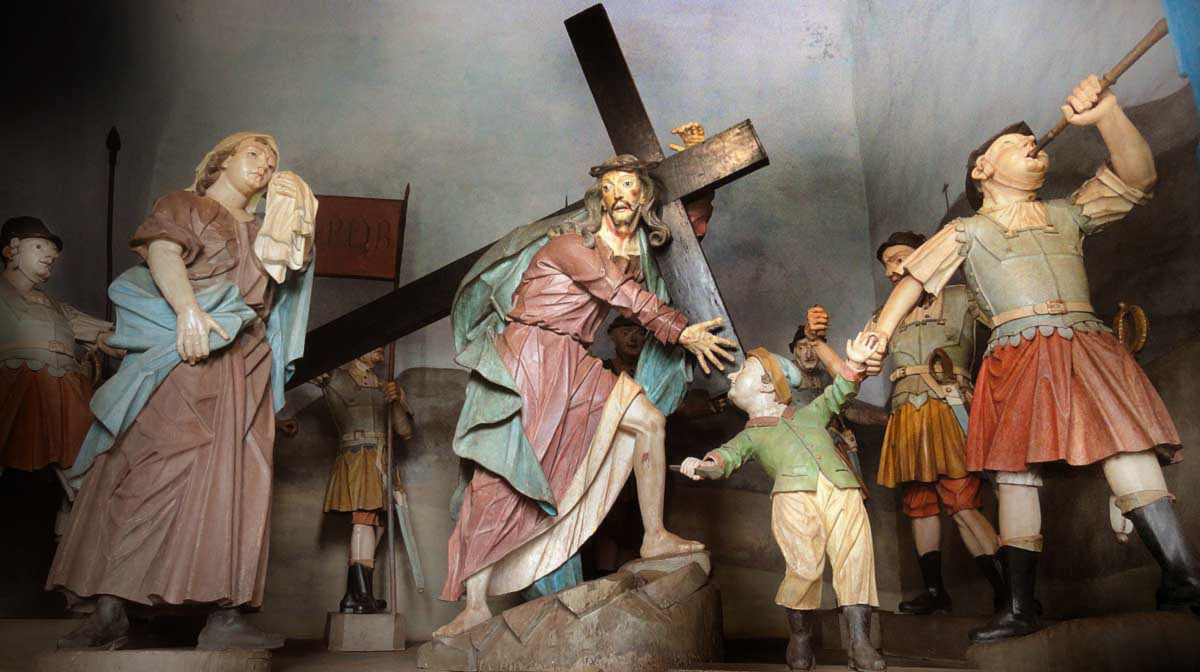
Cena do carregamento da cruz

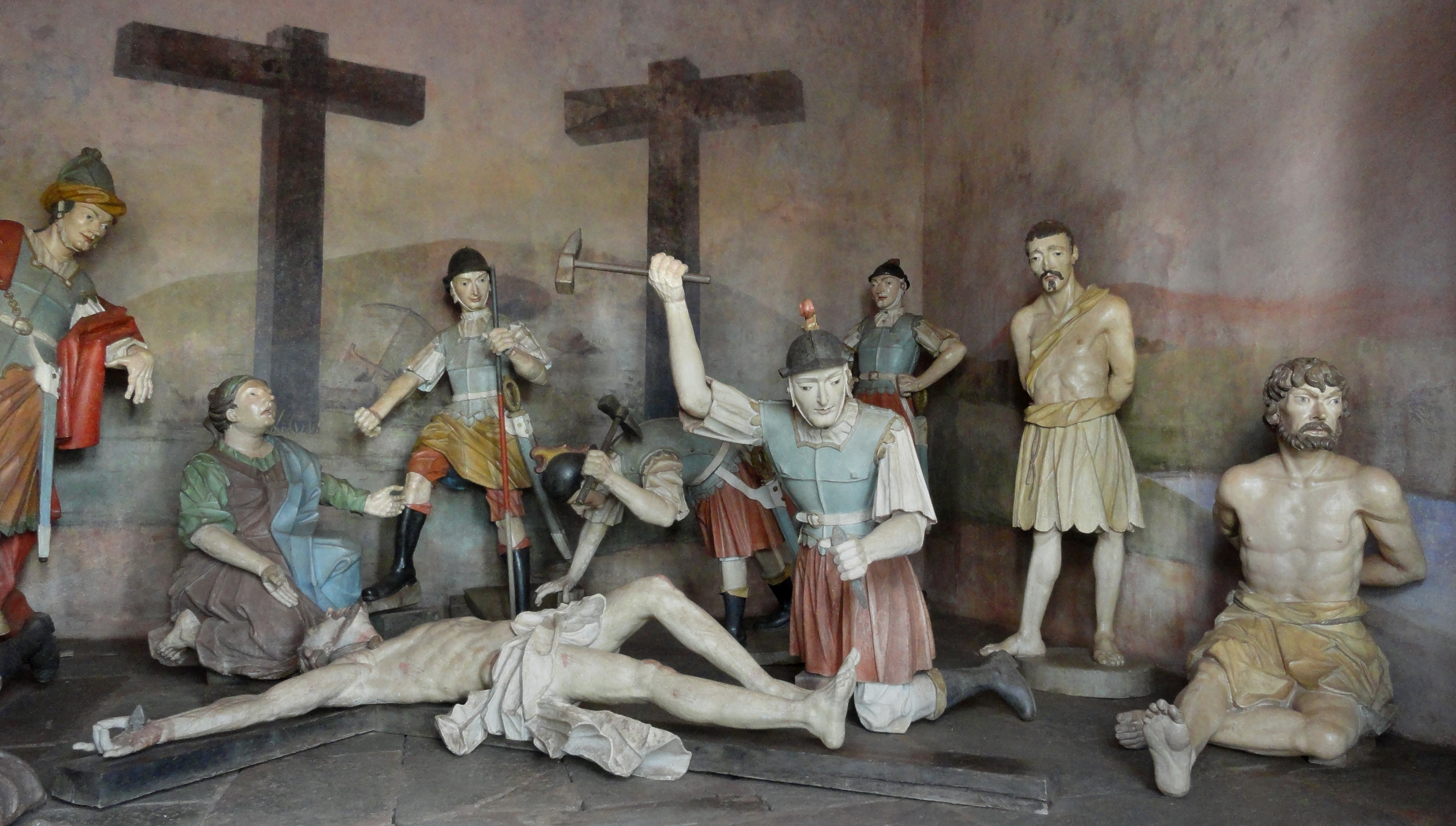
Detalhe da cena da crucificação

- Capela 1: A Última Ceia. Jesus senta-se com seus discípulos em torno de uma mesa redonda. Dois atendentes estão em prontidão nas laterais para servir o derradeiro repasto. A cena evoca o momento em que Jesus declara que será traído por um deles, suscitando a agitação dos seus seguidores, cada qual indagando "serei eu a trair?". João, "o bem-amado", reclina sua cabeça sobre o ombro de seu mestre. Os outros discípulos assumem posições dinâmicas, com rica gestualidade, e parecem em pleno debate. Judas, o traidor, permanece como que à parte, pensativo, e segura uma sacola onde está o dinheiro pelo qual vendeu Jesus. A cena relembra também a perspectiva do sacrifício de Jesus, ocasião em que foi instituído o sacramento da Eucaristia, que reproduz misticamente o sacrifício do Cristo incorpóreo e eterno através de sua encarnação na matéria finita e perecível.[1]
- Capela 2: Agonia no Horto das Oliveiras. Jesus, ao centro da cena, de joelhos, prevendo os seus futuros sofrimentos, agoniza, e dialoga com um anjo que ao mesmo tempo o consola e lhe oferece o cálice das amarguras. Nos cantos da capela os discípulos que o seguiram até o Horto das Oliveiras dormem, não percebendo o que se passa. Para Myriam de Oliveira, "a força dramática da cena é em parte fruto do contraste entre a angústia do Cristo, traduzida na expressão estática do olhar e no suor de sangue, e o sono dos Apóstolos João e Tiago Maior".[1]
- Capela 3: Prisão de Jesus. Aqui se mostra uma cena movimentada, com oito personagens. Jesus, ao centro, está entre os soldados que vieram capturá-lo para o levar até seu juiz. Pedro levanta uma espada para defender o mestre, tendo cortado a orelha de Malco, um dos soldados. Jesus tem essa orelha em sua mão direita, prestes a recolocá-la milagrosamente no mutilado, enquanto recomenda aos seus que sosseguem, pois seu caminho está traçado. Judas, o que o traiu, está presente, e simula surpresa.[1]
- Capela 4: Flagelação e Coroação de Espinhos. A capela abriga duas cenas, separadas por uma vara. Na primeira Jesus, de pé, vestindo apenas o perizoma, em atitude de total passividade, está atado a uma coluna baixa, rodeado de soldados em posturas dinâmicas que o ridicularizam e torturam com açoites. Seu pescoço está sangrando pelo atrito da corda com que o puxaram. Na outra cena, Jesus está sentado, vestindo um manto vermelho que simboliza tanto sua dignidade régia como a intensidade de seu amor, mas que lhe fora investido pelos soldados que estão ao seu redor para ironizar sua alegada reivindicação de ser rei dos judeus. Ele está coroado de espinhos e segura uma vara que um dos soldados lhe oferece, à guisa de cetro, objetos que lhe foram impostos também para ridicularizá-lo, enquanto continua a ser torturado com bofetadas. Sua expressão é patética.[1]
- Capela 5: Subida do Calvário (Carregamento da Cruz). É uma cena complexa, com onze imagens. Ao centro, Jesus, com expressão de sofrimento, carrega uma grande cruz. Por trás se movimentam soldados, dois se aprontam para apedrejá-lo, e um deles está em primeiro plano, tocando uma trombeta para abrir caminho, enquanto ao seu lado um menino carrega um dos cravos com que o aflito será pregado no madeiro. Seguem-nos duas mulheres chorosas, uma delas com uma criança nos braços, e ao fundo um soldado porta o estandarte do Império Romano, evocando o poder de Roma. Nas paredes da capela foram pintados o caminho da Paixão e o Monte do Gólgota.[1]
- Capela 6: Crucificação. Outras onze imagens reproduzem a cena em que Jesus já está sobre a cruz sendo pregado pelos soldados. Os dois ladrões que serão levados ao suplício com ele estão representados, o mau ladrão com uma face furiosa, e o bom ladrão em atitude serena e piedosa. À esquerda, dois soldados lançam dados para disputar os despojos de Jesus. Uma mulher, de joelhos, ergue o olhar para o céu, como que implorando pela piedade divina.[1]

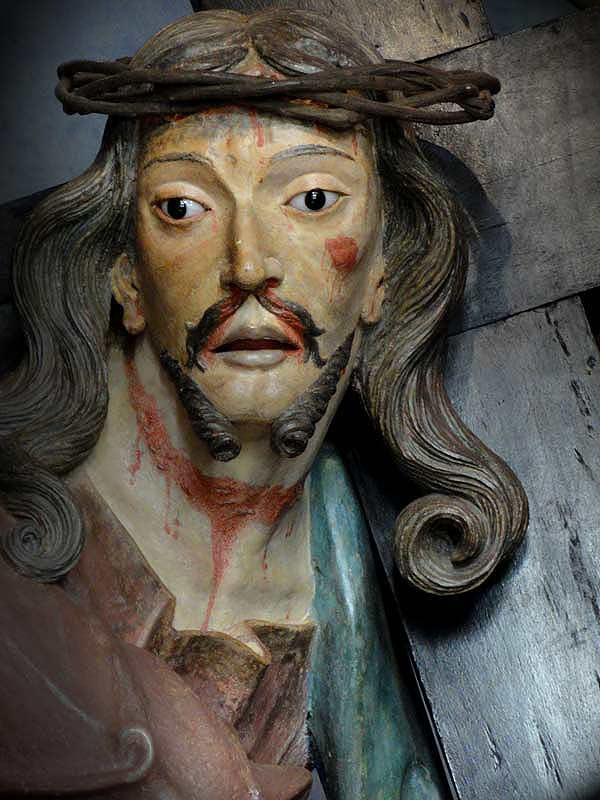
Detalhe da imagem de Jesus na cena da subida do Calvário

O trajeto processional das capelas não encerra-se nelas, mas passa pelo conjunto dos profetas, carregado de outros simbolismos, e culmina na igreja, onde o devoto no altar-mor contempla Jesus na cruz levantada, encontra nas paredes pinturas referentes à Salvação e, ao voltar seu olhar para cima, vê no teto (o céu simbólico) Jesus redivivo e triunfante na eternidade, fechando o ciclo dos mistérios da Paixão através de um complexo roteiro iconográfico organizado de maneira coerente.
É um consenso que este conjunto estatuário está entre os pontos mais altos da produção de Aleijadinho, mesmo que nem todas as imagens tenham sido produzidas por ele pessoalmente e tenham, no conjunto, uma qualidade irregular. O projeto geral de todos os grupos pensa-se que foi dele, mas de fato, o grande número de peças e o curto período de tempo em que foram realizadas apontam indiscutivelmente para a colaboração de vários assistentes. Isso é atestado também pelo acabamento desigual entre elas. Acredita-se que ao Aleijadinho caibam a autoria pessoal de todas as imagens das duas primeiras capelas, as imagens de Jesus em todas as outras, talvez a de Pedro na terceira, provavelmente um dos soldados romanos na quarta, que teria servido de modelo para todos os outros, possivelmente as duas mulheres chorosas e o menino que carrega um cravo na quinta, os ladrões na sexta, e talvez também a de Maria Madalena. Quanto às demais figuras, teriam sido obra de seus ajudantes. Porém, essas atribuições não estão livres de controvérsia.
O conjunto das estátuas das capelas tem dado margem a muitas interpretações estéticas, sociais e mesmo teológicas, que buscam em seus elementos a ilustração de conceitos diversos e não raro divergentes. Julian Bell pensa que este conjunto apresenta uma intensidade patética que não tem paralelos nos seus modelos europeus; Mário de Andrade também o teve como um exemplo de profunda expressividade, e Gilberto Freyre, acompanhado de outros, interpretaram as feições muitas vezes grotescas dos soldados como um protesto contra a opressão da colônia pelo governo português e do negro pelo branco.

## Profetas no adro da igreja

Diagrama do adro com a disposição dos profetas, cuja numeração corresponde à lista no texto

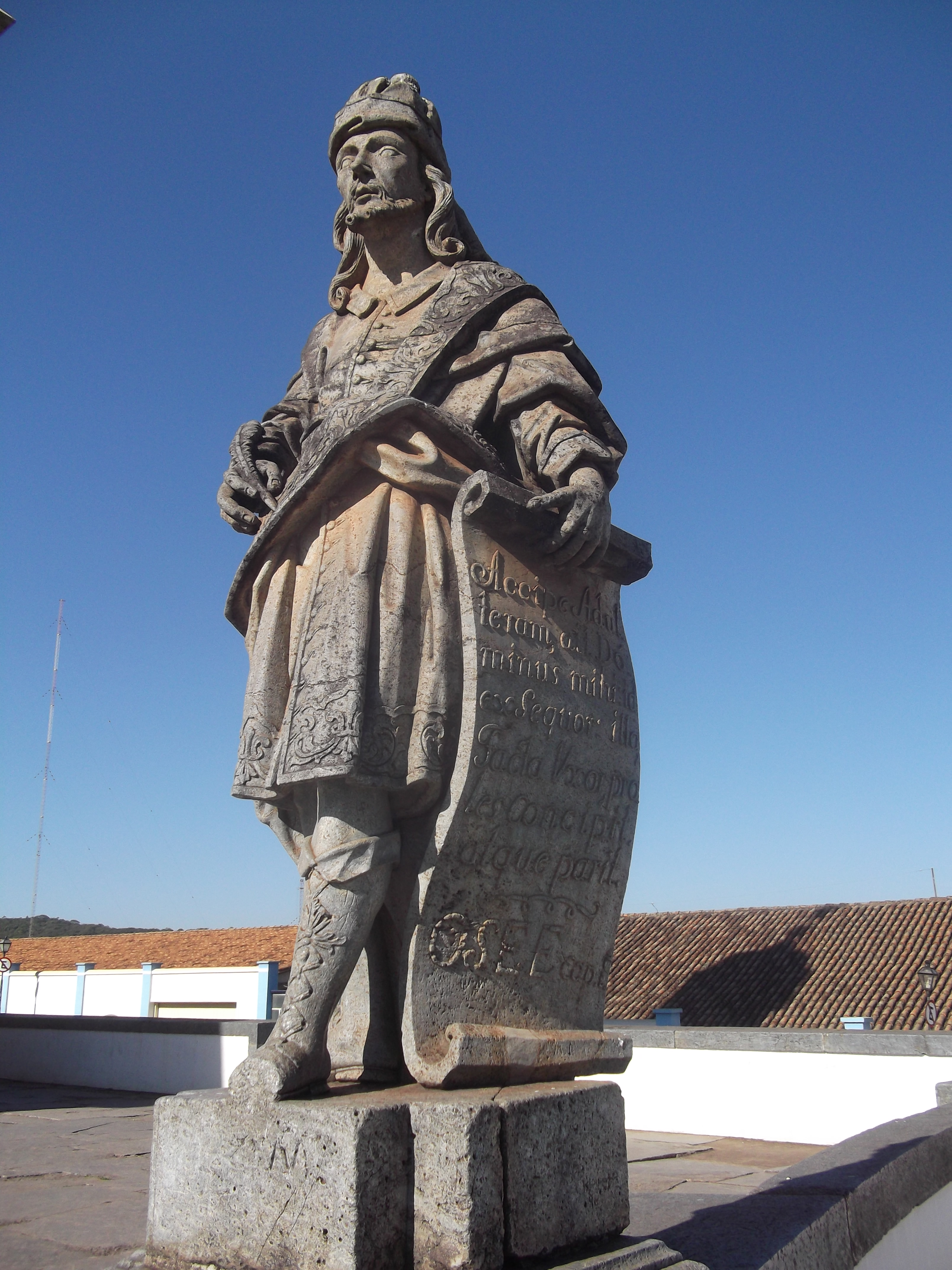
Profeta Oseias

Em 1800 Aleijadinho iniciou a execução das imagens em pedra-sabão de doze profetas do Antigo Testamento, concluindo em 1805. Cada um deles segura um pergaminho com uma mensagem que convida à reflexão e à penitência, ou anuncia a vinda do Messias. A entrada é flanqueada por dois profetas maiores: Jeremias e Isaías. Marcia Toscan sintetizou seus atributos, e invocando Mucci, traduziu os textos latinos que apresentam:
1. Isaías: suas profecias mostravam aos israelitas sua infidelidade e prediziam os castigos de Deus. "Choro o desastre da Judeia e a ruína de Jerusalém e rogo ao meu povo que volte ao Senhor".
2. Jeremias: previu o triunfo dos caldeus, a destruição de Jerusalém e da Babilônia. "Eu choro o desastre da Judeia e a ruína de Jerusalém. Peço que eles voltem ao seu Senhor".
3. Baruc: era secretário de Jeremias, de quem anotou os oráculos. "Eu anuncio a encarnação de Cristo e o fim do mundo e aviso os bons".
4. Ezequiel: o centro de suas profecias era mostrar aos judeus que Deus cumpria suas promessas e seus castigos. "Descrevo os quatro animais, no meio das chamas, as terríveis rodas e o etéreo trono".
5. Daniel: conseguiu que a cidade de Jerusalém fosse reconstruída. "Encerrado por ordem do rei na cova dos leões, estou são e salvo, pela proteção de Deus".
6. Oseias: escolhido por Deus para anunciar os castigos aos reinos de Judá e de Israel e a felicidade no reino de Messias. "Recebe a adúltera, disse-me o Senhor; isto eu faço. Ela se torna esposa, concebe e tem muitos filhos".
7. Jonas: foi castigado por Deus e jogado ao mar por desrespeitar uma ordem. "Engolido pelo monstro, passo três dias e três noites, no ventre do peixe, depois, chego a Nínive".
8. Joel: expôs à Judeia quais os males que a assolariam. "À Judeia eu explico quanto mal hão de trazer à terra a lagarta, o gafanhoto, o besouro e o fungo".
9. Amós: exercia seus ministérios em Betel, centro de idolatria em Israel. "No começo, simples pastor, depois, profeta. Invisto contra as vacas gordas e os líderes".
10. Naum: profetizou a destruição de Nínive e da Assíria. "Persigo Nínive e digo: haja castigo contra a relapsa Assíria, que deve ser destruída totalmente".
11. Abdias: o mais antigo dos profetas. Previu a ruína da idolatria e o estabelecimento do reino divino. "Acuso as nações e a vós, povos da Idumeia. Anuncio-vos triste ruína".
12. Habacuc: previu a destruição de Judá pelos caldeus. "Eu te acuso, Babilônia, a ti, tirano da Caldeia, mas a ti, ó Deus, que me sustenta, eu canto em salmos".

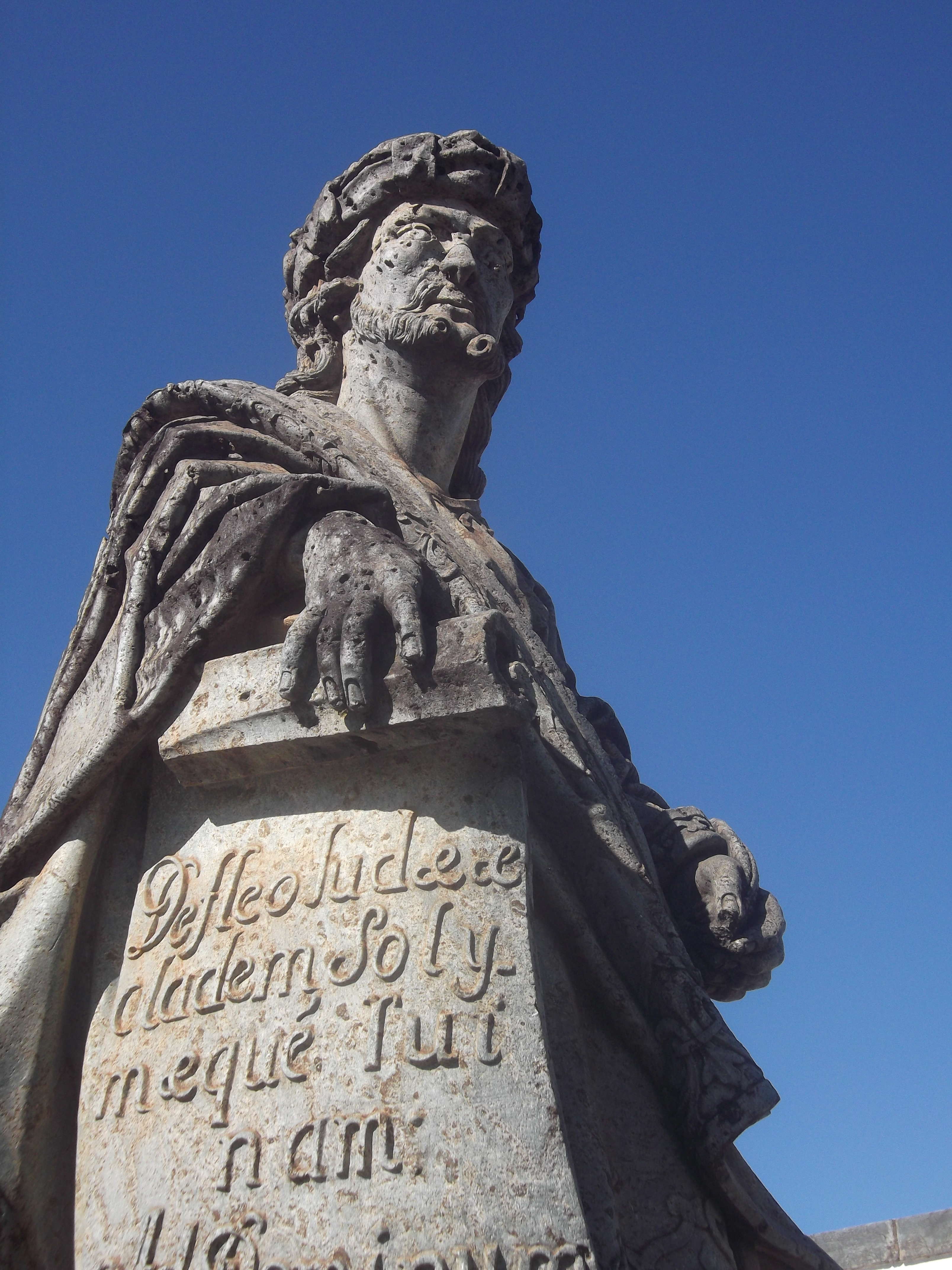
Profeta Jeremias

Quase todos eles têm um mesmo tipo físico, mostrando um jovem de rosto alongado, barba rala e bipartida, cabelos longos que caem em cachos, vestidos de roupas elegantes típicas do século XV, que sugerem uma inspiração tomada de gravuras antigas que naquele tempo circulavam pela colônia e davam modelos para muitos artistas brasileiros. Germain Bazin estudou comparativamente gravuras florentinas do Renascimento e encontrou muitos paralelos com os figurinos dos profetas. Apenas Naum e Isaías aparentam ter idade avançada, e somente Amós usa uma roupa de pastor.
A crítica tem encontrado dificuldade de explicar as muitas distorções encontradas nas figuras dos profetas. Para uns, seriam resultado do trabalho de ajudantes mal preparados do mestre Aleijadinho; para outros, seriam derivadas das mutilações que o escultor sofrera nas mãos, que o impediriam de trabalhar com segurança, e outros ainda as entendem como recursos expressivos intencionalmente planejados para causarem um efeito mais dramático, condizente com o espírito barroco que os anima. Pela perfeição do seu acabamento, pensa-se que somente a figura de Daniel tenha sido realizada inteiramente pelo mestre. Seja como for, o conjunto tem sido elogiado por muitos autores como um arranjo de características coreográficas, executando, com suas variadas posturas, uma "dança" coerente e habilmente orquestrada. Para Myriam Oliveira, "as imagens concebidas para participar de cenas escultóricas só podem ser aprendidas na totalidade de sua intenção estética e iconográfica no âmbito da ação". Segundo Soraia Silva,
"O que o Aleijadinho efetivamente deixou representado nesta obra foi uma dinâmica postural de oposições e correspondências. Cada estátua representa um personagem específico, com sua própria fala gestual. Mas apesar dessa independência no espaço representativo e até mesmo no espaço físico, elas mantêm um diálogo corporal, formando uma unidade integrada na dança profética da anunciação da vida, morte e renascimento".

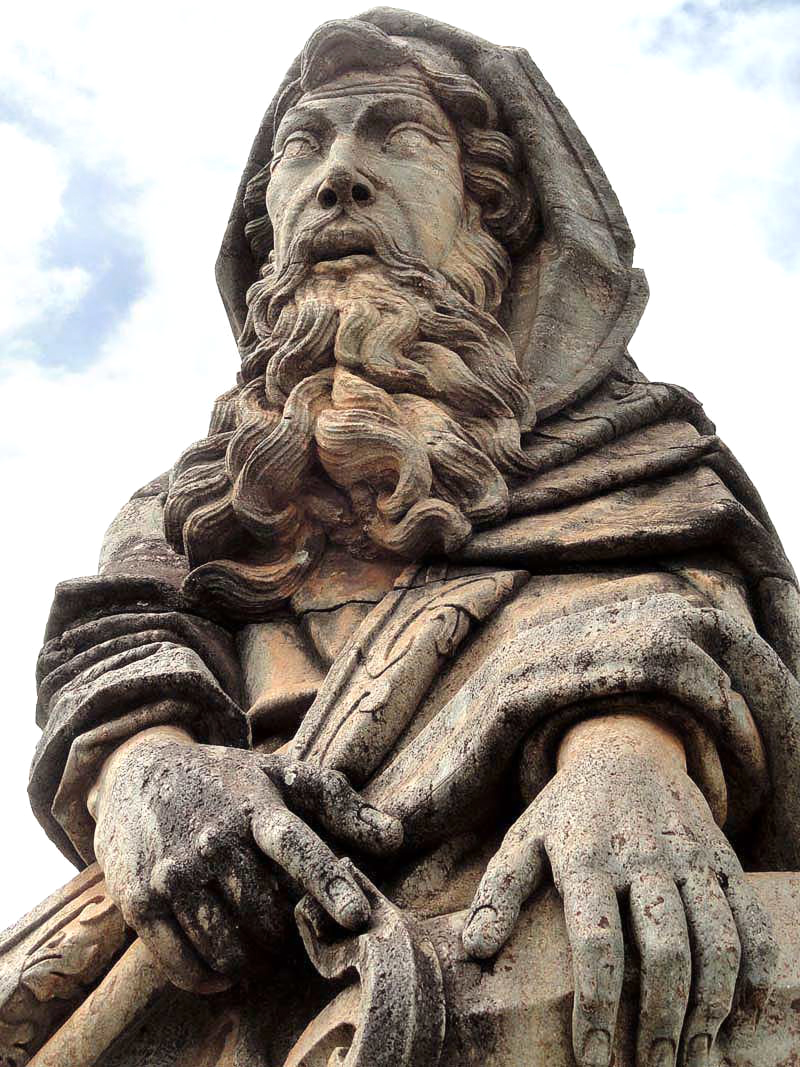
Profeta Isaías

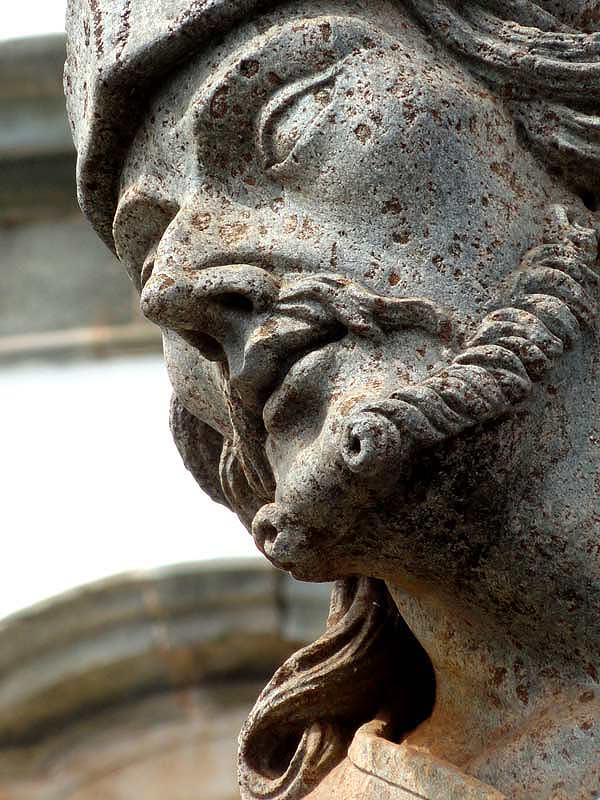
Profeta Ezequiel

Giuseppe Ungaretti, que sensibilizou-se com a expressividade das figuras, considerando-a mística, disse que "os profetas do Aleijadinho não são barrocos, são bíblicos". John Bury, um dos mais destacados historiadores da arte colonial brasileira, assim os analisou:
"Os Profetas do Aleijadinho são obras-primas, e isso em três aspectos distintos: arquitetonicamente, enquanto grupo; individualmente, como obras escultóricas, e psicologicamente, como estudo de personagens que representa. Desde este último ponto de vista, elas são […] as esculturas mais satisfatórias de personagens do Antigo Testamento que jamais foram executadas, com exceção do Moisés de Michelangelo. […] É improvável que o escultor tenha tido qualquer influência na seleção e ainda menos na escolha da opção básica dos profetas em lugar, por exemplo, dos apóstolos. Por outro lado, a profunda reflexão e sentimento que transparecem nessa interpretação extremamente pessoal indicam que os profetas constituíam um tema com o qual o artista sentia grande afinidade. […] A profundidade da obra do Aleijadinho lhe confere uma posição única na arte colonial portuguesa e espanhola. Na verdade, ele aspira a uma posição que ultrapassa as limitações coloniais, podendo portanto ser saudada como a grande descoberta desta geração, assim como a pintura de El Greco o foi para a geração passada".
Da mesma forma como ocorre com os grupos das capelas, o grupo dos profetas tem se prestado a variadas interpretações que passam pelos campos da estética e da cultura e penetram na filosofia e na mística cristã, e vários autores reputados (Fausto, Jorge, Mucci e Vasconcellos) acreditam que Aleijadinho os concebeu como alegorias dos Inconfidentes, identificando cada um deles com um dos personagens mais destacados da conspiração mineira, mas tal associação tem dado margem a polêmicas, pois não há qualquer prova concreta de que o artista se interessasse pela política. E junto com os grupos das capelas os profetas são considerados o melhor da produção de Aleijadinho na escultura. Sintetizando a opinião dos estudiosos, Mucci afirmou que "todos os críticos, e espectadores, são unânimes em admirar o 'quadro de rara beleza', a 'Bíblia de pedra-sabão', inscrita por um artista deformado pela doença e pela dor". Carlos Drummond de Andrade os louvou em um poema:
Esse mulato de gênio
lavrou na pedra-sabão
todos os nossos pecados,
as nossas luxúrias todas,
e esse tropel de desejos,
essa ânsia de ir para o céu
e de pecar mais na terra (…)
Era uma vez um Aleijadinho,
não tinha dedo, não tinha mão,
raiva e cinzel lá isso tinha,
era uma vez um Aleijadinho,
Era uma vez muitas igrejas
com muitos paraísos e muitos infernos,
era uma vez São João, Ouro Preto, Sabará, Congonhas,
era uma vez muitas cidades,
e um Aleijadinho era uma vez.

## Significado artístico e cultural

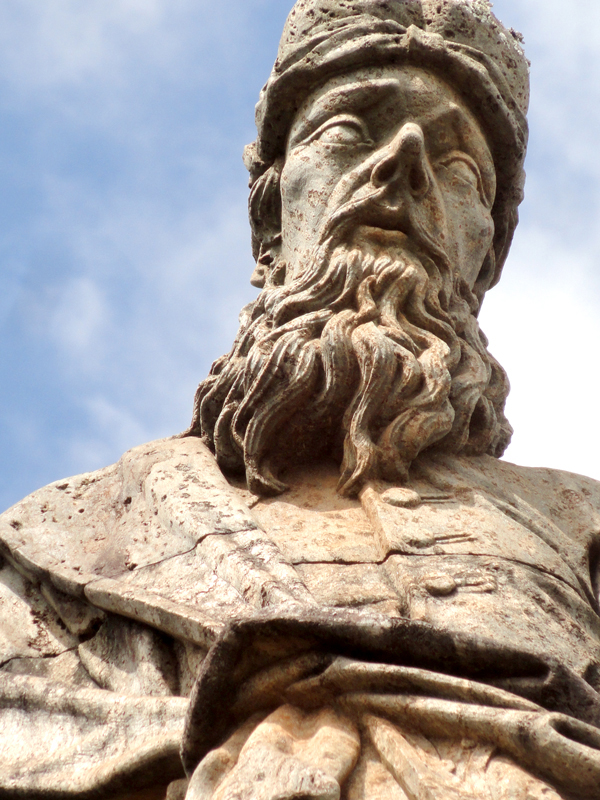
Profeta Naum

O complexo do Santuário desde o início do século XX tem sido extensamente estudado sob os mais variados aspectos, e desde então tem sido identificado como uma das expressões arquitetônicas, artísticas e paisagísticas mais importantes do Barroco brasileiro. Germain Bazin, um dos primeiros críticos de renome internacional a divulgar a arte brasileira no estrangeiro, disse que “o Barroco mineiro é um fenômeno excepcional no qual uma arte grandiosa, teatral, alcançou seu apogeu em Congonhas do Campo". Embora a igreja em si não seja em geral tida como um exemplar de importância superlativa, tendo linhas bastante convencionais, ainda que reconhecida pela sua riqueza interna e pela boa integração dos motivos de sua decoração pictórica ao programa iconográfico do adro e das capelas, a espacialidade do complexo o destaca como um caso único no panorama urbano colonial, e o conteúdo das capelas, junto com os profetas do adro, no consenso dos pesquisadores constituem a obra capital de Aleijadinho, onde seu estilo atinge a maturidade e o cume de sua expressividade. Além disso, o seu legado em Congonhas é notável não somente como a súmula de um indivíduo criativo, mas porque desde as pesquisas pioneiras de Mário de Andrade ele tem sido apontado como um dos mais importantes precursores de uma estética genuinamente nacional, introduzindo notas de originalidade em uma tradição toda importada da Europa. Como referiu Jonh Bury,
"Como artista que desenvolveu um estilo original, abandonando a imitação provinciana dos precedentes europeus, o Aleijadinho se torna uma figura de importância não só para o Brasil, mas para todo o continente americano. Com efeito, pode ser considerado o pioneiro que expressou em sua arte, na maneira mais vigorosa, mais impressionante e mais decisiva, a emancipação do Novo Mundo em relação ao Velho".
A fama que o Santuário desde cedo adquiriu assim que o Barroco começou a ser revalorizado no início do século XX, contribuiu para consolidar a identidade mineira como um dos principais polos da arte colonial, e tornou-o o ícone por excelência de Congonhas. Essa importância foi consagrada pelo IPHAN em 1939, logo após sua fundação, incluindo o complexo nos primeiros tombamentos realizados, e foi reiterada em escala internacional em 1985, quando a UNESCO o declarou Patrimônio da Humanidade. O grande público também o reconhece como um monumento do mais elevado valor, sendo escolhido em votação popular promovida pela Rede Globo como uma das "Imagens de Minas", e estando entre as principais atrações turísticas do estado. Além disso, vem sendo integrado a uma série de programas educativos e culturais. Segundo Fialho & Dias, "hoje, o Santuário está sendo, cada vez mais, considerado como espaço de cultura, por causa da dimensão dos projetos que vêm sendo vinculados a seu entorno".

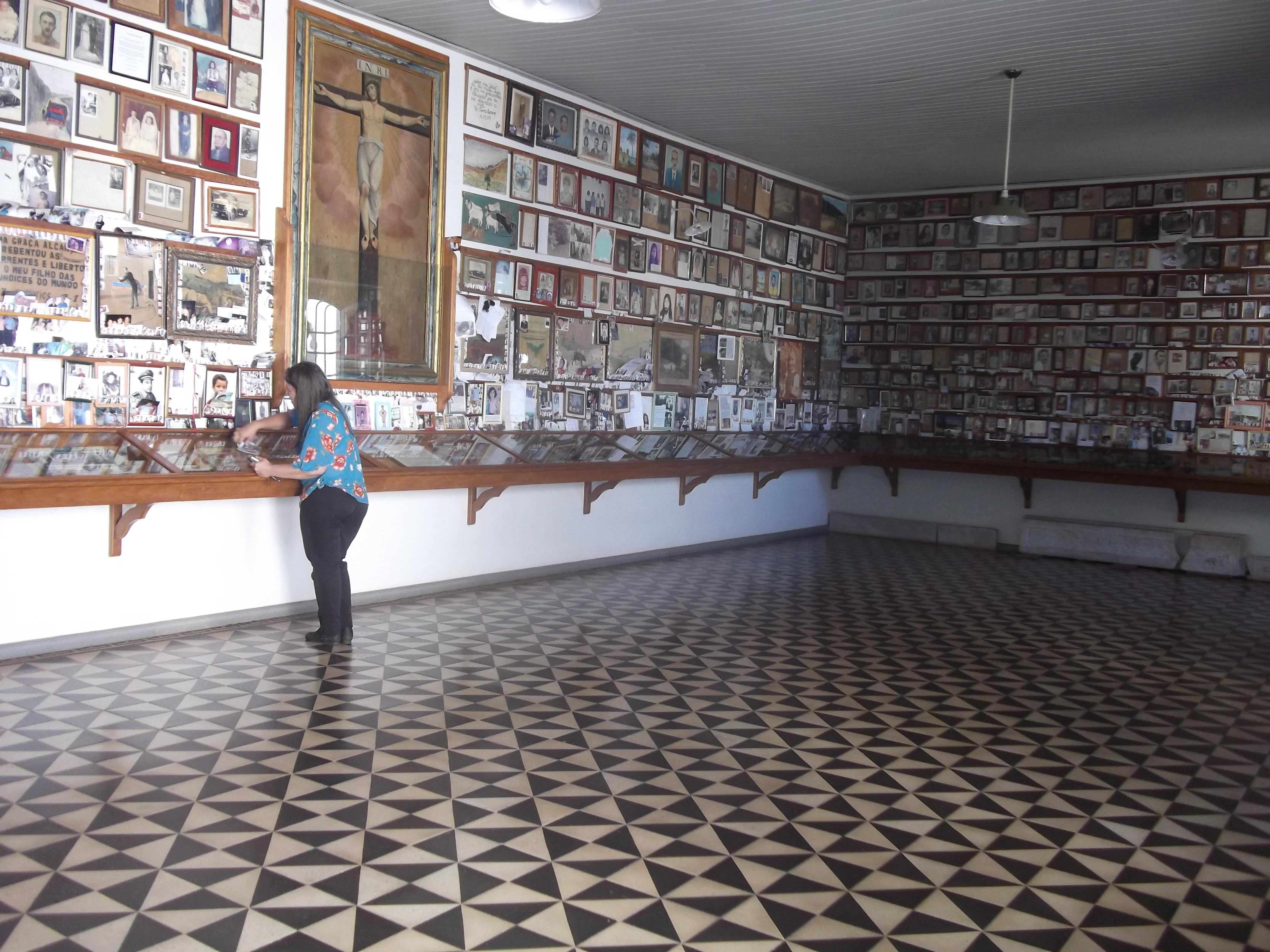
Vista parcial da Sala dos Milagres

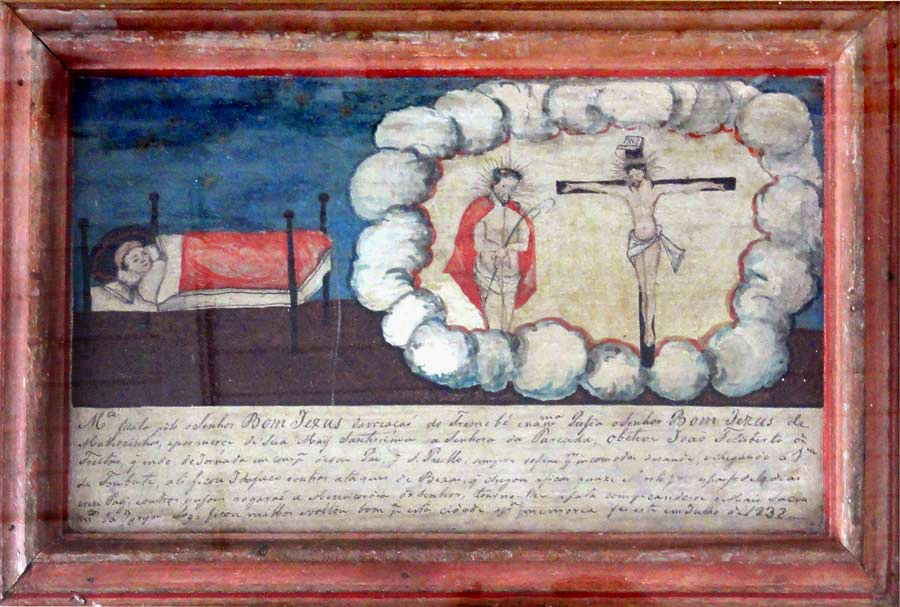
Um dos ex-votos da coleção, de 1832

Paralelamente, o Santuário permanece desde sua fundação como o principal centro nacional da devoção ao Senhor Bom Jesus, ocorrendo anualmente uma grande peregrinação cercada de festas e atividades culturais, o Jubileu, celebrado entre 8 e 14 de setembro, instituído pelo papa Pio VI em 1779 e enfatizado com a concessão de indulgências especiais. Em 1957 a devoção foi fortalecida com a elevação da igreja ao estatuto de Basílica Menor. A peregrinação atrai multidões, e em 2005 foram contabilizadas mais de cem mil pessoas. Mais do que promover a fé, as romarias promovem também o turismo e o comércio locais, tendo sido instalada considerável infraestrutura para acolhida e atendimento dos romeiros e dos visitantes, que costumeiramente levam do lugar lembranças de variados tipos, especialmente durante a comemoração do Jubileu, quando é montada uma grande feira popular no entorno.
A importância dessa devoção é atestada também através da vasta coleção de ex-votos que o Santuário preserva na Sala dos Milagres, coleção que vem sendo acumulada desde o século XVIII. Uma pesquisa de Márcia de Moura Castro encontrou que entre os séculos XVIII e XIX o Santuário recebia 43,9% do total das ofertas votivas do Brasil. Este acervo, que o IPHAN qualifica como "fabuloso", tem sido um campo fértil para a pesquisa acadêmica devido à sua riqueza e representatividade, com grandes exemplos de fé e também de arte popular, ilustrando hábitos religiosos, culturais e sociais ao longo de séculos. Nas palavras de  Ronaldo José Silva de Lourdes, coordenador do Programa Monumenta,
"É consenso a importância do conjunto paisagístico, principalmente artístico, do Santuário, não só para Congonhas como para o mundo. A grande obra deixada pelo Mestre Aleijadinho faz com que seja reunido na cidade o maior conjunto da arte barroca mundial e o apogeu da criatividade desse grande artista. A Prefeitura Municipal, através do Programa Monumenta, vê, além do significado artístico, da referência máxima do Barroco e da influência portuguesa, um ícone de identificação local. Fundem-se e confundem-se Congonhas e Santuário. Mas não se deve esquecer a grande influência da religiosidade que fomentou a construção dessa grande obra e que é vivenciada durante a grande Festa do Jubileu do Senhor Bom Jesus. Essa, sim, de significado material, afetivo e espiritual para o povo da cidade e para os romeiros que visitam a cidade".
Em 2014 a imagem de Daniel foi escolhida como símbolo do Ano do Barroco Mineiro, que comemorou também o bicentenário da morte de Aleijadinho, ocasião em que foram realizadas em Congonhas e outras cidades muitas atividades culturais voltadas à população leiga e a pesquisadores, incluindo um colóquio e o lançamento de um livro sobre a produção do mestre, além de grandes festejos públicos.

## Conservação

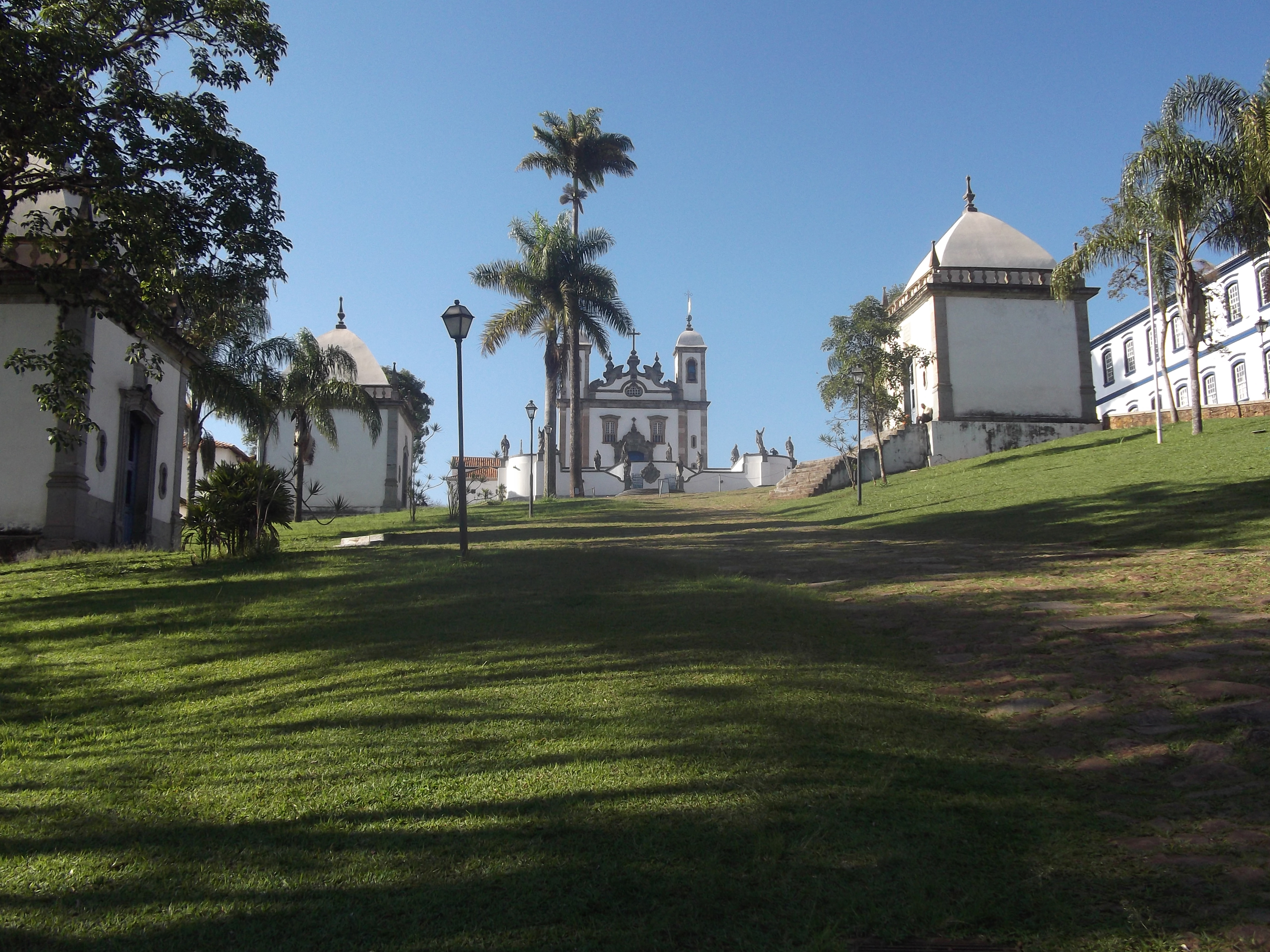
Aspecto da esplanada em 2010

A esplanada das capelas sofreu várias modificações ao longo do tempo, em particular no seu ajardinamento. Até a década de 1880 o lugar era um simples descampado muito desnivelado, com um caminho de pedra entre as capelas. Em torno de 1900 foram plantadas algumas palmeiras-imperiais, e nos anos 1920, com a chegada dos padres Redentoristas, nasceu uma preocupação de embelezar o espaço. O terreno foi nivelado, o caminho foi calçado, e foi levantada uma cerca no entorno para evitar o ingresso de animais, abrindo-se dois portões de ferro, um em cada extremidade. Nesta época concebeu-se um plano de reorganizar toda a esplanada, incluindo o seminário e o colégio que ficavam nos fundos do Santuário. Em 1937 foi construída na rua lateral uma hospedaria para os romeiros, e no ano seguinte o espaço foi cercado por um muro de alvenaria. Na década de 1940 foi realizado um rico ajardinamento. Em 1950 o colégio foi demolido, substituído por um convento. Nesta década também foram construídos nas adjacências edifícios para a Casa das Confissões e para a instalação de uma emissora de rádio, o jardim foi renovado e iluminado, e o calçamento, refeito. Nos anos 1960, um novo ajardinamento foi encomendado a Burle Marx, concluído em 1974, que simplificou o traçado dos jardins, eliminou as cercas e muros e incluiu uma requalificação do entorno, mas não foi implementado em sua integridade e desencadeou polêmicas. Na década de 1980 o espaço já havia se degradado, e iniciaram novas obras de recuperação e requalificação, impulsionadas pelo desejo da comunidade de que o monumento fosse enquadrado como Patrimônio da Humanidade. Apesar de tantas transformações, atualmente a esplanada reverteu a uma condição muito próxima da que tinha no século XIX.
| |  | |
| Detalhe do rosto do profeta Jeremias, mostrando a degradação causada pelas intempéries e poluição atmosférica. |  | Perna do profeta Oseias. A ponta do pé foi quebrada e há numerosas letras e palavras gravadas por vândalos em toda a superfície, visíveis com grande aumento. |

Muitos elementos do Santuário sofreram danos e degradação ao longo dos séculos. As estátuas dos profetas, em especial, realizadas em uma pedra macia e instaladas a céu aberto, têm sofrido o impacto das intempéries e da poluição atmosférica e a ação dos vândalos, perdendo fragmentos significativos e recebendo incisões e grafismos. A poluição tem duas origens em especial, a mineração (levando as mineradoras ativas na cidade a assinar em 2016  termos de compromisso que preveem a implantação de uma rede de monitoramento da qualidade do ar), e o aumento do número de veículos passando pela cidade, que entre 2006 e 2016 mais que dobrou, de 10,6 mil para 25,4 mil.
Porém, graças a vários trabalhos de conservação e restauro executados no século XX, o conjunto do Santuário se encontra em um estado geral muito bom. Entre 1946 e 1949 o IPHAN realizou várias intervenções pontuais no complexo, e a primeira restauração em grande escala ocorreu em 1957, incluindo a recuperação da policromia das imagens das capelas. Nos anos 80 foi detectada a degradação das estátuas do profetas, cuja longa exposição às variações climáticas havia provocado danos que estavam sendo agravados rapidamente pela poluição. Então foi organizado um grande grupo interdisciplinar para remediar os problemas, composto pela Fundação Nacional Pró-Memória, o Instituto Estadual do Patrimônio Histórico e Artístico de Minas Gerais, a Prefeitura de Congonhas, a Fundação Centro Tecnológico de Minas Gerais e a Universidade Federal de Ouro Preto, fazendo seu trabalho entre 1985 e 1988.
Com a continuidade das agressões físicas e climáticas, em 2003 foi cogitado de remover e musealizar os originais, instalando réplicas em seu lugar, mas a ideia encontrou forte oposição popular. Deste ano até 2010, em várias etapas, foi levado a cabo outro projeto de recuperação da policromia das estátuas e das pinturas parietais das capelas, e em 2012 os profetas receberam um tratamento preventivo contra pragas biológicas que corroem a pedra, que deve ser renovado a cada cinco anos.
Em 2011, por iniciativa da UNESCO, foram realizadas cópias em gesso das estátuas dos profetas e as estátuas originais foram digitalizadas em 3D, formando uma base documental física e digital de alta qualidade que servirá como referência para futuros trabalhos de restauro. Em 2015, quando foi comemorado o 30º aniversário da inscrição do monumento no rol do Patrimônio da Humanidade, foi anunciada a criação do Museu de Congonhas – Centro de Referência do Barroco e Estudos da Pedra, uma cooperação entre a UNESCO, o IPHAN e a Prefeitura de Congonhas, para atuar como um centro informações sobre o Santuário e os artistas que nele atuaram, e como um laboratório de estudos especializados em conservação, centrado no legado do Aleijadinho em Congonhas. Ao mesmo tempo foram disponibilizadas imagens dos profetas em um museu interativo, criadas com a colaboração de técnicos da Universidade de São Paulo.
Segundo o IPHAN, o Museu de Congonhas "é um dos mais importantes projetos de preservação da memória do país". Instalado em um edifício com mais de 3,4 mil m² ao lado do Santuário, teve seu projeto escolhido em concurso nacional vencido por Gustavo Penna, tendo três pavimentos que abrigam sala de exposições, biblioteca, auditório, ateliê, espaço educativo, cafeteria, anfiteatro ao ar livre e áreas administrativas. "O Museu foi criado para potencializar a percepção e a interpretação das múltiplas dimensões do Santuário do Bom Jesus de Matosinhos, sítio histórico que, desde 1985, tem o título de Patrimônio Cultural Mundial. Por ter como principal temática o Santuário — um patrimônio mundial a céu aberto — funcionará como 'museu de sítio', qualificando a experiência insubstituível de 'estar no lugar', intensificando os sentidos e a percepção, seja por meio de descrições, de interpretações ou criação de condições favoráveis à fruição desse patrimônio". O museu recebeu 40 mil visitantes nos primeiros sete meses de operação. Também atendendo orientações da UNESCO, a sinalização interpretativa dos monumentos ganhou novos elementos como cores e pictografia para ajudar a acessibilidade. Em 2016, 25 milhões de reais foram designados pelo Programa de Aceleração do Crescimento para ajudar na conservação e restauração do complexo.